# Elżbieta Szyroka
Elżbieta Szyroka, née Ćmok le 22 août 1936 à Katowice, est une athlète polonaise spécialiste du sprint. En 1962 à Belgrade, elle remporte avec Teresa Ciepły, Barbara Sobotta et Maria Piątkowska le titre aux championnats d'Europe sur relais 4 × 100 mètres en 44 s 5, ce qui constitue également un record d'Europe de la discipline.

## Biographie

### Palmarès
| Date | Compétition           | Lieu     | Résultat | Épreuve   | Performance |
| ---- | --------------------- | -------- | -------- | --------- | ----------- |
| 1962 | Championnats d'Europe | Belgrade | 6e       | 100 m     | 11 s 8      |
| 1962 | Championnats d'Europe | Belgrade | 1re      | 4 × 100 m | 44 s 5      |

### Records
| Épreuve    | Performance | Lieu      | Date         |
| ---------- | ----------- | --------- | ------------ |
| 100 mètres | 11 s 4      | Bydgoszcz | 23 août 1963 |
| 200 mètres | 23 s 9      | Zabrze    | 2 juin 1963  |